# Ofensiva de Gorlice-Tarnów
La Ofensiva de Gorlice-Tarnów tuvo lugar en 1915, durante la Primera Guerra Mundial. Comenzó como una ofensiva menor germana para aliviar la presión rusa sobre Austria-Hungría en el Frente Oriental, pero resultó en el colapso absoluto de las líneas rusas y su retirada al interior de Rusia. Siguieron a la ofensiva una serie de acciones que duraron hasta que llegó el mal tiempo, bien entrado octubre.

## Trasfondo
En las primeras campañas del frente oriental, el 8.º Ejército alemán había conducido una serie de acciones casi milagrosas contra los dos ejércitos rusos que se le enfrentaban. Tras rodear y destruir el 2.º Ejército ruso en la batalla de Tannenberg, a finales de agosto, Paul von Hindenburg y Erich Ludendorff avanzaron sus tropas para enfrentarse al 1.er Ejército ruso en la primera batalla de los Lagos Masurianos, en la que lo aniquilaron casi por completo mientras se retiraba a refugiarse tras la línea de fortificaciones rusas. Para cuando cesaron los combates a finales de septiembre, los dos ejércitos rusos habían quedado muy diezmados y las fuerzas rusas habían sido expulsadas de los lagos Masurianos, al nordeste de la moderna Polonia, tras sufrir unas bajas que ascendían a doscientos mil hombres.
Más al sur, sin embargo, el grueso de las fuerzas rusas se enfrentaban a un número equivalente de tropas austrohúngaras, que comenzaron su propia ofensiva a finales de agosto, e inicialmente empujaron a los rusos de vuelta a lo que hoy es la Polonia central. No obstante, un contraataque ruso bien ejecutado a finales de septiembre les rechazó hacia la frontera en desorden, permitiendo a los rusos comenzar el sitio de Przemyśl.
Los alemanes acudieron en su ayuda formando el 9.º Ejército y atacando en la batalla del Vístula. Aunque al principio tuvo éxito, finalmente el agotamiento hizo que los alemanes regresaran a sus fronteras de partida.
Los rusos reorganizaron sus ejércitos para penetrar en Silesia, amenazando cortar las rutas entre Austria y Alemania. Cuando los Imperios Centrales percibieron la intención, el 9.º Ejército fue desplegado más al norte, permitiéndole ejercer presión sobre el flanco derecho ruso en lo que se convertiría en la batalla de Łódź a principios de noviembre. Los alemanes no consiguieron rodear las unidades rusas, y la batalla finalizó sin vencedor claro, con una retirada ordenada de los rusos hacia Varsovia. El mal tiempo frenó los combates durante varios meses.

## Combates
El general Franz Conrad von Hötzendorf, jefe de Estado Mayor del Ejército austrohúngaro, propuso originalmente la idea de romper el frente en el área de Gorlice. Su idea fue de entrada descartada por el jefe de Estado Mayor alemán, Erich von Falkenhayn, que consideraba que el resultado de la guerra dependería de lo que ocurriera en el Frente Occidental. Posteriormente cambió de opinión y apoyó una ofensiva a mayor escala en la región de Gorlice-Tarnów, al sudeste de Cracovia, en el extremo sur del frente oriental. 
En abril de 1915, el recientemente creado 11.º Ejército alemán (diez divisiones de infantería bajo el mando de August von Mackensen) fue transferido desde el Frente Occidental. Junto al 4.º Ejército austrohúngaro (ocho divisiones de infantería y una de caballería al mando del archiduque José Fernando, debía enfrentarse al 3.er Ejército ruso (dieciocho divisiones y media de infantería, más cinco divisiones y media de caballería) al mando del general D.R. Radko-Dmitriev), que ocupaba ese sector.
El general Mackensen recibió el mando de todas las tropas de los Imperios Centrales, y el 2 de mayo, después de un fuerte castigo de artillería, lanzó un ataque que tomó a los rusos por sorpresa. Concentró diez divisiones de infantería y una de caballería (126 000 hombres, 457 piezas de artillería ligera y 159 de artillería pesada, así como 96 morteros) en los 35 km (21,7 mi) de frente, contra cinco divisiones rusas (60 000 hombres con 141 piezas de artillería ligera y 4 de pesada).

### Fuerzas en combate
Imperios Centrales (de norte a sur):
4.º Ejército austrohúngaro:
- División Mixta «Stöger-Steiner»;

- XIV Cuerpo de Ejército (47.ª División de Reserva alemana, Grupo Morgenstern, 8.ª y 3.ª División de Infantería);

- IX Cuerpo de Ejército (106.ª División de Reserva y 10.ª División de Infantería);

- En reserva tras el IX cuerpo: 31.ª Brigada de Infantería (Szende Brigade), 11.ª División de Caballería Honvéd.

11.º Ejército alemán:
- Cuerpo de Guardia (1.ª y 2.ª Divisiones de Guardia);

- IV Cuerpo de Ejército austrohúngaro (39.ª División de Infantería Honvéd y 12.ª División de Infantería);

- XXXXI Cuerpo de Reserva (Divisiones de reserva 81.ª y 82.ª);

- Cuerpo Mixto «Kneussl» (119.ª División de Infantería y 11.ª División de Infantería Bávara);

- En reserva: X Cuerpo de Ejército (Divisiones de Infantería 19.ª y 20.ª).

3.er Ejército austrohúngaro:
- X Cuerpo de Ejército (21.ª División Landsturm, 45.ª División Landsturm, 2.ª División de Infantería y 24.ª División de Infantería)

3.er Ejército ruso (de norte a sur):
- IX Cuerpo de Ejército (3 brigadas de milicia, 3 regimientos de la 5.ª División de Infantería, 2 brigadas de milicia, 3 regimientos de la 42.ª División de Infantería, 70.ª División de Reserva, 7.ª División de Caballería [en reserva]);

- X Cuerpo de Ejército (31.ª División de Infantería y 61.ª División de Reserva, 3 regimientos de la 9.ª División de Infantería);

- XXIV Cuerpo de Ejército (3 regimientos de la 49.ª División de Infantería, 48.ª División de Infantería y 176.º Regimiento de Infantería Perevolochensk de la 44.ª División de Infantería);

- XII Cuerpo de Ejército (12.ª División de Fusileros Siberianos, Divisiones de Infantería 12.ª y 19.ª y 17.º regimiento de húsares Chernigov);

- XXI Cuerpo de Ejército (tres regimientos de la 33.ª División de Infantería y 173.º Regimiento Kamenets de la 44.ª División de Infantería);

- XXIX Cuerpo de Ejército (Brigada de la 81.ª División de Infantería, 3.ª Brigada de Fusileros, 175.º regimiento Batursk de la 44.ª División de Infantería y 132.º regimiento Bender de la 33.ª División de Infantería);

- 11.ª División de Caballería.

Tras las líneas del frente rusas:
- Dispersos en la retaguardia del 3.er Ejército: 3.ª División de Cosacos del Cáucaso, 19.º Regimiento Kostroma de la 5.ª División de Infantería, 33.º Regimiento Elets de la 9.ª División de Infantería; 167.º Regimiento Ostroisk de la 42.ª División de Infantería;

- Reserva: Brigada de la 81.ª División de Infantería, tres regimientos de la 63.ª División de Reserva, Cuerpo Compuesto de Caballería (16.ª División de Caballería (excepto el 17.º regimiento de húsares), 2.ª División Consolidada Cosaca; 3.ª División de Cosacos del Don.

### Desarrollo
Los Imperios Centrales destrozaron las defensas rusas, colapsando sus líneas. Radko Dimitriev envió rápidamente dos divisiones para contener la ruptura del frente, pero debido a su deficiente preparación fueron  prácticamente aniquiladas sin poder informar al cuartel general. Desde el punto de vista ruso, las dos divisiones simplemente desaparecieron del mapa.

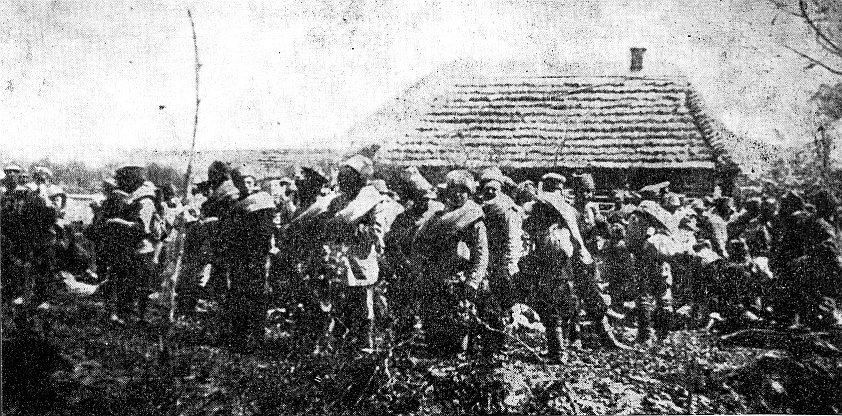
Prisioneros de guerra rusos tras la batalla.

El 3.er Ejército ruso dejó unos ciento cuarenta mil prisioneros en manos enemigas, y prácticamente dejó de existir como unidad de combate. El III Cuerpo de Ejército del Cáucaso, por ejemplo, habiéndose constituido con cuarenta mil hombres en el mes de abril, quedó reducido a ocho mil soldados. Fue enviado a la batalla en el San contra el 1.er Ejército austrohúngaro, donde capturó unos seis mil prisioneros y nueve cañones. Una división quedó reducida a novecientos efectivos el 19 de mayo.
Los rusos se vieron obligados a retroceder, los Imperios Centrales recuperaron la mayor parte de Galitzia y acabaron con la amenaza rusa sobre Austria-Hungría. La reconquista de Przemyśl el 3 de junio fue especialmente gratificante. Ese mismo día, nuevas ofensivas fueron lanzadas: los ejércitos austríacos 4.º y 7.º en el flanco del 11.º Ejército con el objetivo de llegar al Dniéster. 
Hacia el 17 de junio, los defensores se habían retirado a Leópolis, capital de Galitzia, y el 22, la cuarta ciudad de Austria-Hungría fue recapturada. Con estas pérdidas, que implicaban que la mayor parte de Galitzia volvía a estar en manos austriacas, las líneas se estabilizaron más al sur. La penetración progresó unos 160 km (99,4 mi), reduciendo el saliente polaco a aproximadamente ⅓ parte de su tamaño previo a la guerra.

## Consecuencias
La Stavka, intentando evitar bajas masivas y ganar tiempo para la construcción de industria bélica, decidió evacuar gradualmente Galitzia y el saliente polaco para reducir los kilómetros de frente. Comenzó así la retirada estratégica conocida como Gran Retirada de 1915.
Varsovia fue evacuada y cayó en manos del 12.º Ejército alemán el 4 de agosto. A finales del mes, Polonia se encontraba completamente bajo control austro-alemán, que habían capturado a setecientos cincuenta mil prisioneros rusos.